# Reigen seliger Geister

Reigen seliger Geister (Ronde d'esprits bienheureux en allemand) est un quatuor à cordes composé par Helmut Lachenmann en 1989.

## Histoire
Il s'agit du deuxième quatuor à cordes de Helmut Lachenmann, après Gran Torso (1971-1972) et avant Grido (2001). Le titre reprend le nom Ballet des ombres heureuses, de l'opéra Orphée et Eurydice de Christoph Willibald Gluck.
Le compositeur allemand a écrit sur cette œuvre un texte intitulé « Sur mon Deuxième Quatuor à cordes » (1995-2002), paru dans Écrits et Entretiens.
Son exécution demande à peu près une demi-heure.

## Analyse
Ce quatuor se singularise par ses divers modes de jeu, qui réclament de jouer d'abord flautando, puis en faisant jouer l'archet sur les chevilles ou la volute de l'instrument, ensuite par des « « sons-fusées », exécutés en poussant l'archet sur la corde de manière accélérée », ou encore en pizzicato. À un moment, les musiciens doivent employer un plectre et poser leur instrument sur le genou comme une guitare. « Ce jeu unique en guitares s'organise autour d'une alternance de sonorités étouffées et de cordes résonnantes. » « Une dernière focalisation s'opère à la fin du quatuor, quand les instrumentistes jouent des sonorités « perforées » en appuyant exagérément l'archet sur la corde. Là encore, la perception est troublée lorsque l'on découvre qu'au delà d'un son qui semble violent, déchiré (« perforé »), excessif (car trop riche), se dessinent des trajets mélodiques ascendants et descendants, selon que l'archet est déplacé le long de la corde, vers le chevalet ou vers la touche. »

## Discographie
- Reigen Seliger Geister, Tanzsuite Mit Deutschlandlied, Quatuor Arditti, Montaigne 1994, Naïve Records, 2000.
- Grido - Reigen Seliger Geister - Gran Torso, Quatuor Arditti, Kairos, 2007.
- String Quartets, Stadler Quartett, NEOS, 2010.
- Complete String Quartets, The JACK Quartet, Mode/WDR, 2015.